# Engines of Creation (livro)
Engines of Creation (ISBN 0-385-19973-2) é um livro seminal sobre a nanotecnologia molecular escrito por Eric Drexler em 1986. A introdução é de Marvin Minsky, do MIT.
Já foi traduzido para o espanhol, francês, italiano, russo, chinês e japonês, baseadas no original, em língua inglesa.